# Circuito da Guia
Circuito da Guia, eller Guia Circuit, är en stadsracerbana i Macau. Banan är 6 120 meter lång, vilket är relativt långt för en racerbana. Den är kraftigt kuperad, samt är väldigt smal, vilket leder till många incidenter och dåligt med omkörningsmöjligheter.
Sedan 1954 körs årligen Macaos Grand Prix för Formel 3 på Circuito da Guia och sedan 2005 även FIA WTCC Guia Race of Macau.

## Externa länkar

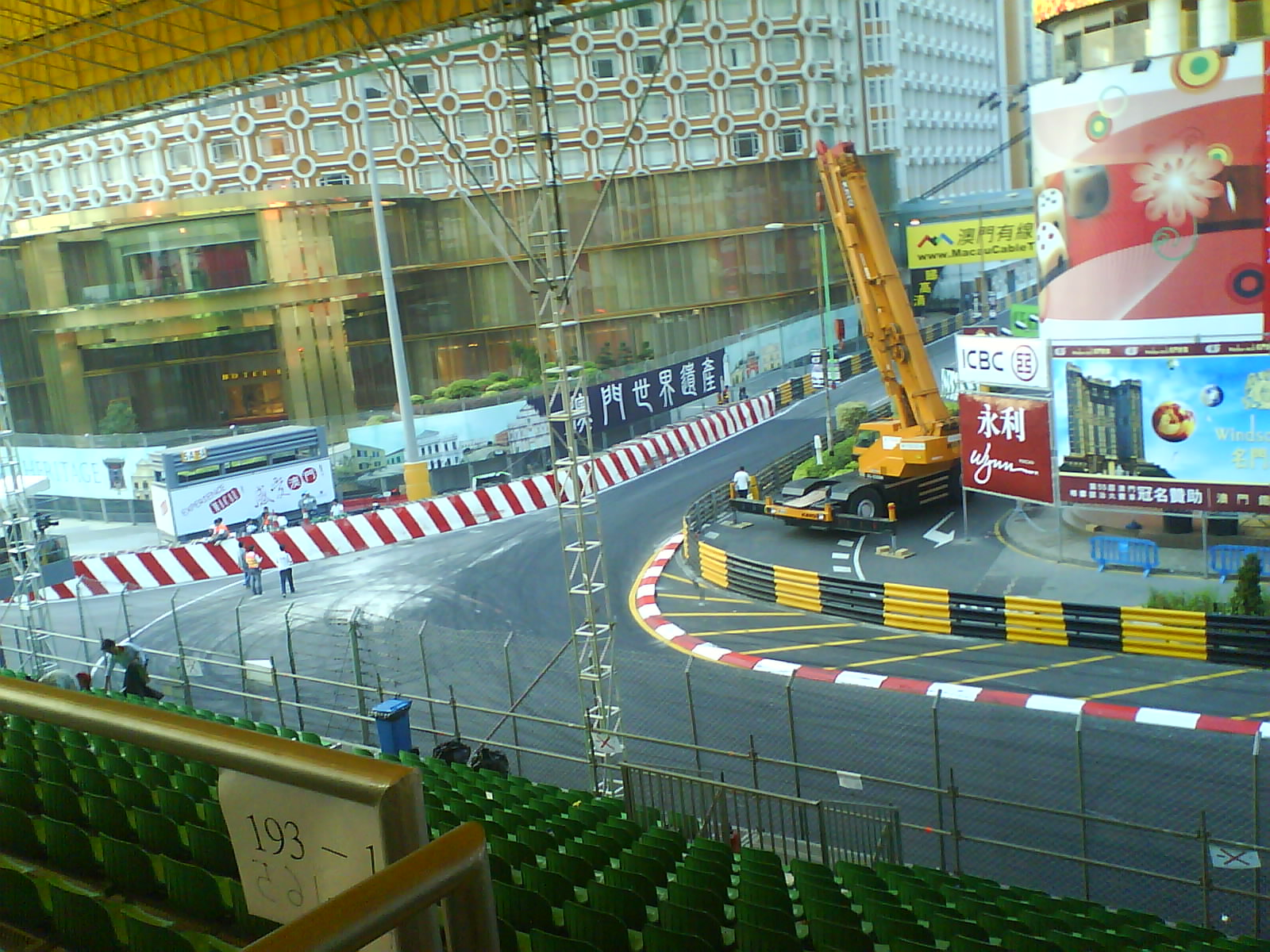
Curva do Hotel Lisboa på Circuito da Guia 2008.